# Església de fusta de Garmo
L'església de fusta de Garmo és una stavkirke noruega de ca. 1200 construïda al municipi de Lom, Oppland. Després de ser desmuntada, el seu material va ser traslladat a Lillehammer i es troba des de 1921 en el museu Maihaugen d'aquesta ciutat.

## Característiques
Conserva bona part de la fusta original, però la seva planta de creu grega és una característica totalment aliena a les stavkirke medievals. Consisteix en una nau amb un vestíbul occidental, un cor de menor amplada i un transsepte; aquest últim és una intrusió de 1730 i encara que de fusta, va ser construït en una tècnica diferent. El cor no té absis, en comptes d'això hi ha una sagristia annexa al costat d'orient.
A més de la planta, el seu sostre en dues aigües, la torre del creuer amb la seva aguda cuculla i els seus pinacles, i la decoració de dracs en el cavallet del sostre recorden a l'església de fusta de Lom, encara que en una versió de menor grandària.

## Història

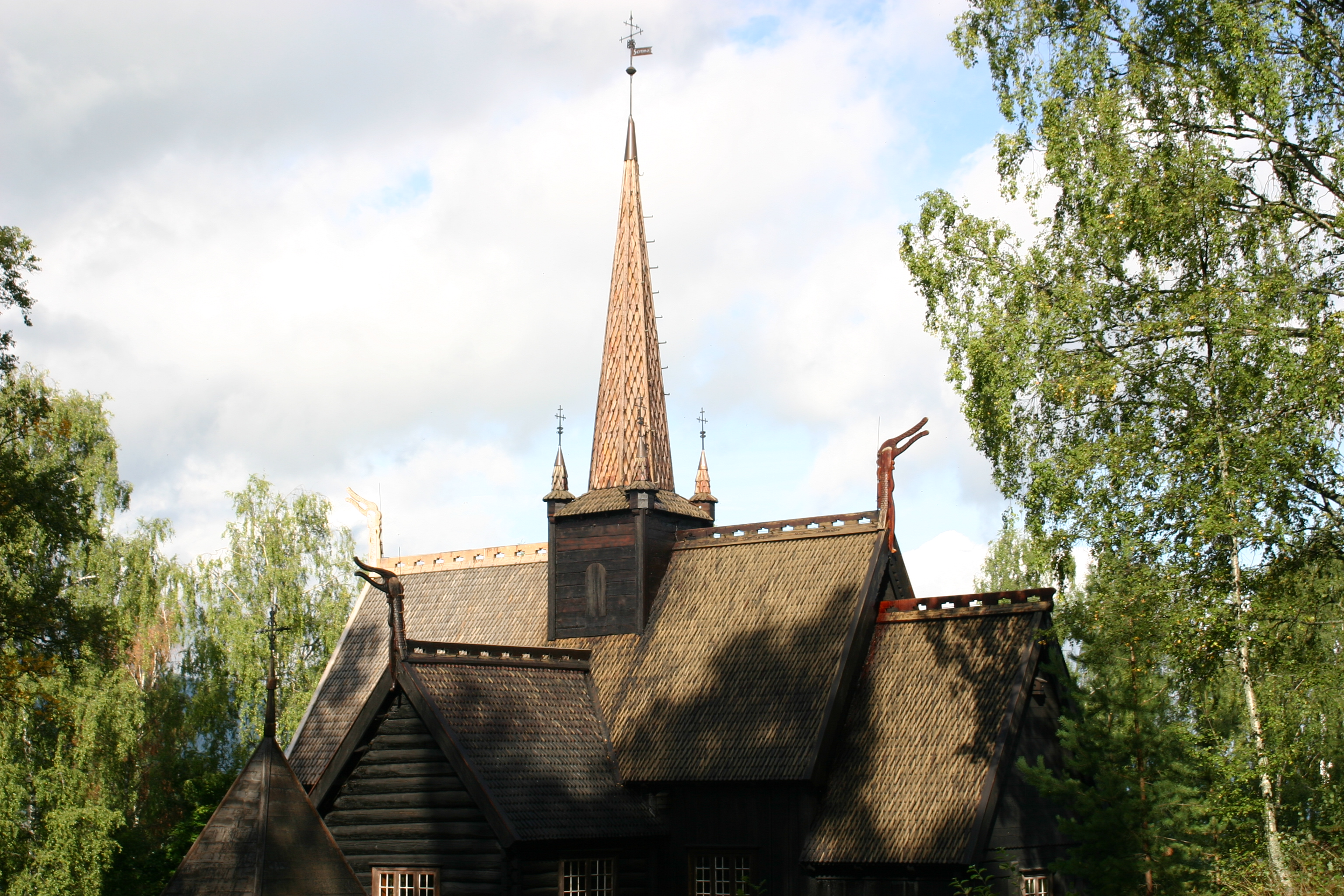
Vista des del sud.

El primer edifici va ser tal vegada una església amb pals enterrats en el sòl. Aquest primer temple va sobreviure fins a ca. 1200, quan a causa dels danys pel clima va ser substituït per l'església actual. S'ha associat la construcció de la primera església amb la iniciativa d'un cap viking després de la peregrinació que va realitzar el rei Olaf II el Sant a través de Gudbrandsdal al voltant de 1021.
L'església actual va ser al principi una senzilla església amb nau rectangular i un cor de menor dimensió, i tal vegada un corredor exterior. Més tard, després de la reforma protestant, va ser ampliada i l'any 1690 es va agregar un campanar. L'any 1730 l'església va ser novament ampliada i va adoptar la seva conformació actual de planta de creu grega, a causa de la construcció d'un transsepte en tècnica laftverk. La planta de creu en una característica totalment aliena a les stavkirke primitives, però en els temples de l'orient de Noruega aquesta conformació es va tornar una moda al segle xviii, especialment després de la conclusió de la Catedral del Salvador d'Oslo a la dècada de 1690.
L'església de Garmo va ser considerada massa petita per a la parròquia al segle xix. Va ser desmuntada l'any 1880 i el seu material va ser venut en una subhasta. Va ser una de les últimes stavkirke a ser derrocades, ja que els moviments nacionalistes van jutjar a aquestes com a part fonamental del patrimoni artístic i històric de Noruega.
Trond Eklestuen, un habitant de Gudbrandsdal, va comprar la major part de la fusta de la stavkirke, mentre que la pila baptismal i els caps de dracs se les va quedar la Universitat d'Oslo. Algun temps després Eklestuen va entaular contacte amb el col·leccionista Anders Sandvig, i tots dos van poder reunir gran part del material restant de l'església. El 30 de juliol de 1921 es va aixecar novament la vella església de Garmo en un nou emplaçament, el museu Maihaugen de Lillehammer, on va ser donat. Totes les peces noves van ser marcades per distingir-les del material original.

## Inventari
Entre l'inventari medieval de l'església es troba la pila baptismal i una pintura. Diverses pintures més es troben actualment en el museu de Glomdal d'Elverum, i els caps de dracs originals a la Universitat d'Oslo. L'arc del cor està a la moderna església de Garmo, mentre que el retaule, el púlpit i diverses pintures pertanyen a una col·lecció privada propietat privada en Lom.
La pila baptismal és d'esteatita i és una peça romànica del segle xii, elaborada al nord de Gudbrandsdal. Conserva una tapa de fusta, també medieval, que servia per protegir l'aigua beneïda i evitar el seu robatori i el seu ús en fetilleria.
El púlpit és original de l'església de Hustad, a Romsdal, i és una obra de l'artista Peder Knudsen Kjørsvik de ca. 1730. El retaule és una peça de Sigvard Guttomsen de 1695.
Encara que és part de la col·lecció d'un museu, l'església encara realitza serveis religiosos ocasionalment, especialment durant el solstici d'estiu.